# Ель-Фаро Тауерс
Ель-Фаро Тауерс (англ. El Faro towers, ісп. Torres El Fyara) — комплекс із двох веж 170 метрів висотою кожна, із жилими апартаментами на 47 поверхах. Вежі розташовані на розі вулиць Azucena Villaflor та Costanera Sur в Пуерто-Мадеро, на околицях Буенос-Айреса, Аргентина.
До 2008 року був найвищою будівлею в Аргентині, поки не було збудовано вищий комплекс Le Parc Figueroa Alcorta — Torre Cavia.

## Галерея
Натисніть на картинку, щоб збільшити.

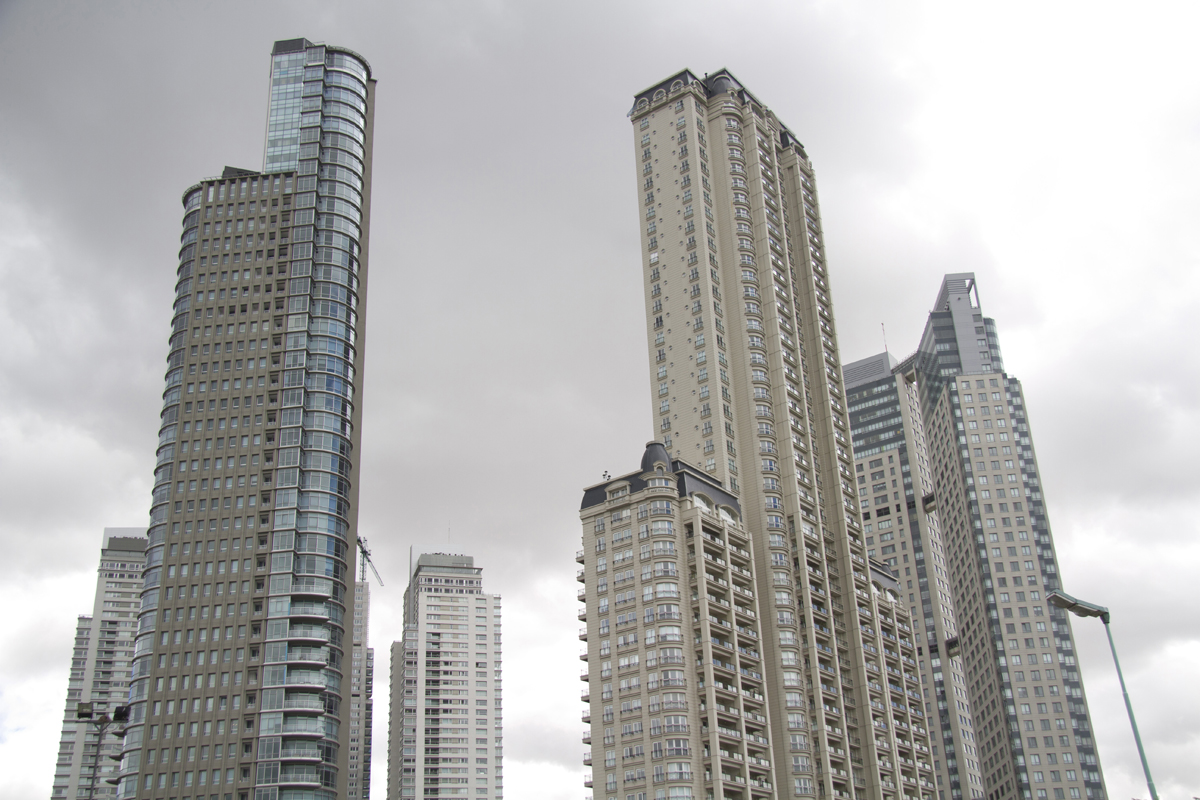
На фото багатоповерхівки Puerto Madero, El Faro Towers позаду праворуч.
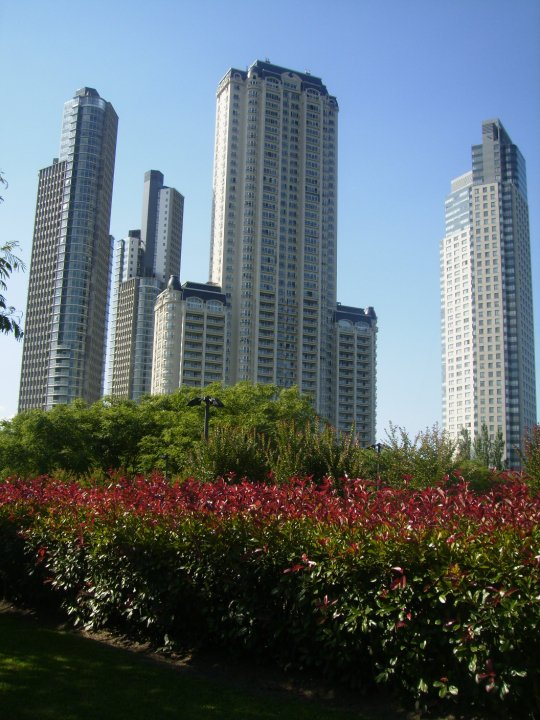
Ель-Фаро праворуч, в центрі Château Tower і Mulieris towers ліворуч.
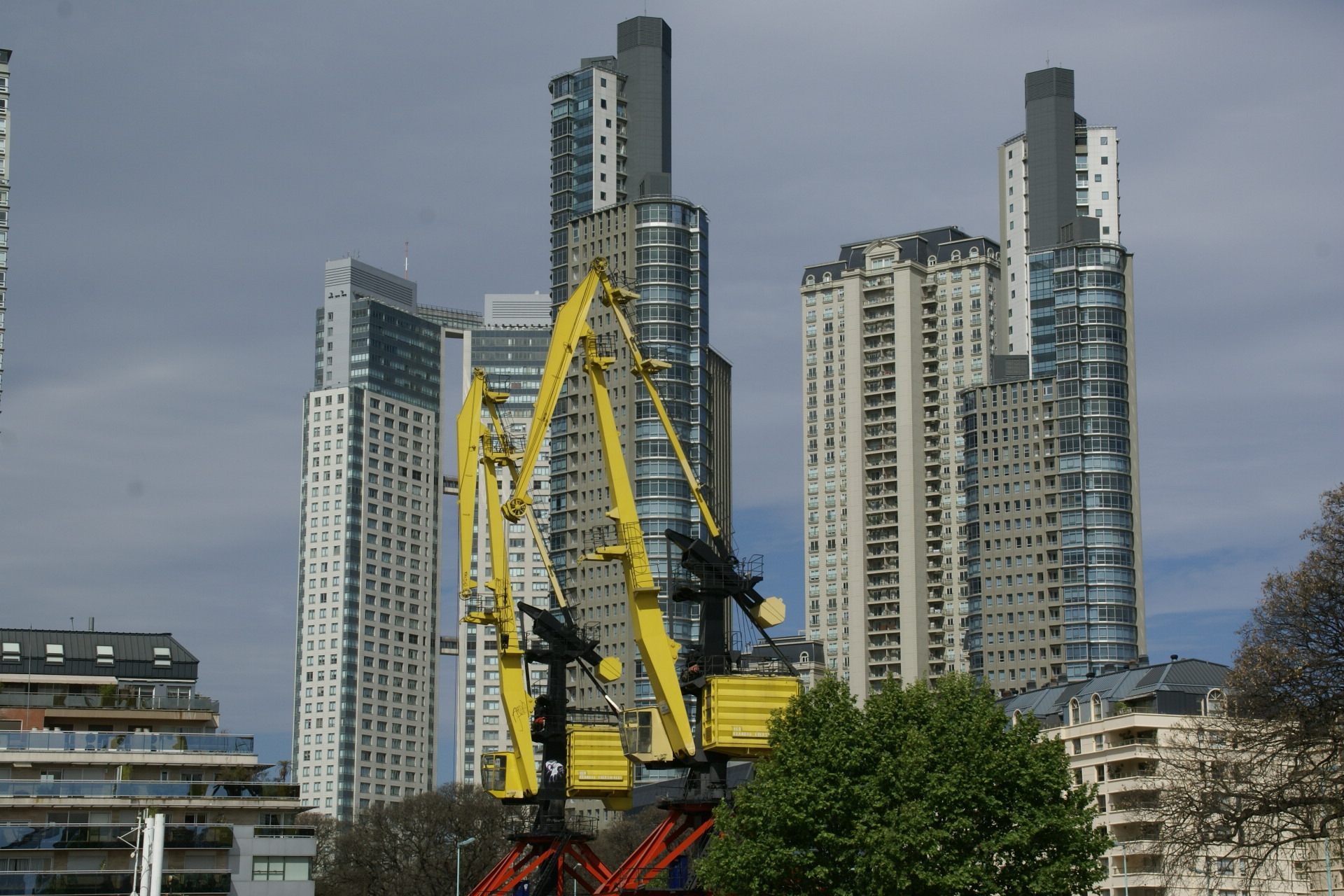
Будівництво на території хмарочосів, Ель-Фаро Тауерс ліворуч на задньому плані.
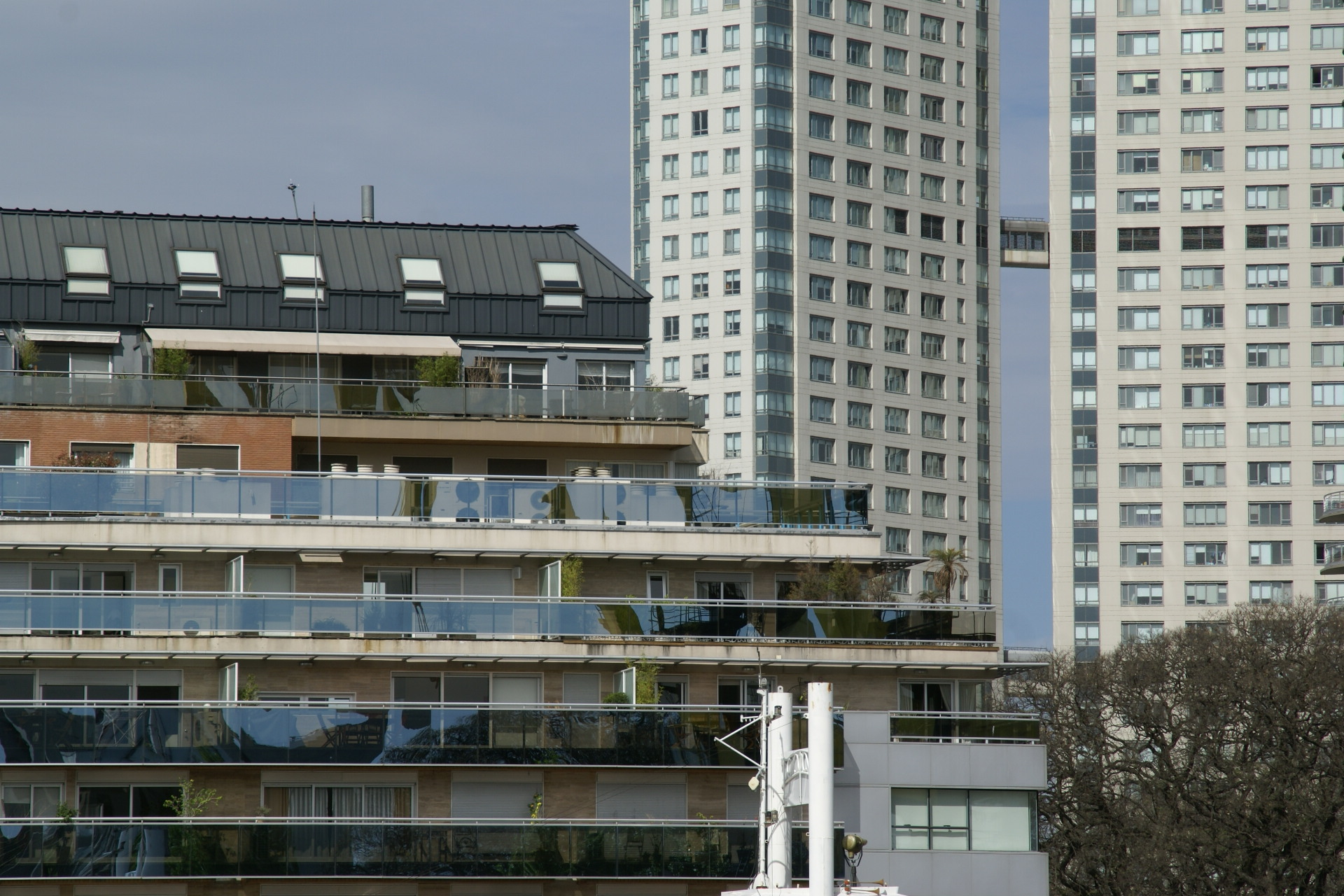
Башти Ель-Фаро
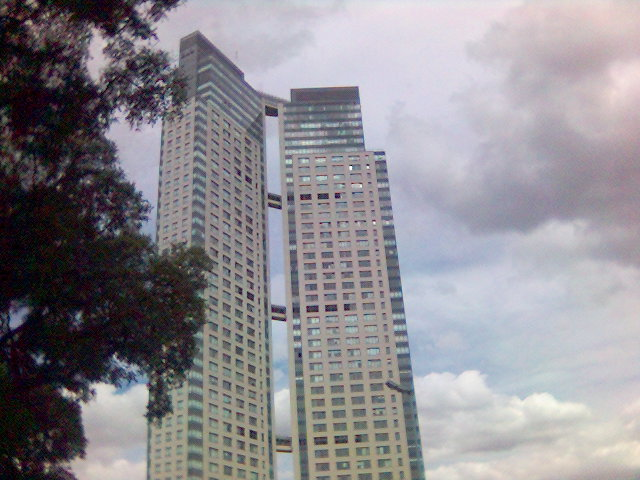
Ель-Фаро Тауерс спереду, фото зроблене біля річки, поблизу двох хмарочосів